# Українська філософія
Украї́нська філосо́фія — збірна назва філософської спадщини українських мислителів.

## Системний погляд
У цій сукупності поглядів загальнокультурного і філософського штибу зображено особливості інтелектуального життя українського народу. Українська філософія представлена літописами, повчаннями, художніми творами та іншим чином. Її особливість проявлена в систематизованих і струнких теоріях навчань Г. Сковороди (засновник першої філософської системи в Україні), П. Юркевича (об'єктивно-ідеалістичне вчення), В. Лесевича (позитивіст, що започаткував «критичний реалізм»), П. Копніна (засновник «київської філософської школи», розробки з гносеології й логіки наукового пізнання), Д. Чижевського (виділив етапи української філософії в історії філософії України), В. Вернадського (перший президент Української Академії Наук у 1918 р.), В. Липинського (консервативний представник української соціології), В. Горського (школа «логіки наукового пізнання») в академічній філософії XIX-XX століть; і розчинена в літературній творчості письменників з поетами (М. Гоголь, Т. Шевченко, І. Франко, В. Винниченко, що розвинув етичну систему базовану на щасті), у полемічній думці українського Ренесансу XV-XVI ст. (І. Вишенський, З. Копистенський, Г. Смотрицький); у реформаторських ідеях Братських шкіл, у політичних настроях Південного товариства декабристів.
Українська філософська думка може бути складна для сприйняття іноземцями як інша філософська традиція (аналогічно українським народом — чужорідне), що відображає духовно-практичну історію нації, характер ментальності українського етносу, оригінальність України з її соціокультурним тлом, і тільки розуміння усіх цих факторів у взаємодії є умовою розкриття самобутності української філософської думки.

## Ідеї та риси
Українські мислителі передавали погляди більш наочно в контексті з життям, призначенням й життєвими обставинами людини, не вдавалися в абстрактне теоретизування (М. Гоголь, П. Куліш, Т. Шевченко, В. Липинський та ін.). Виражали світоглядові особисті думки, аніж абстрактні схеми та теоретичні аргументи. В українській філософії переважали емотивні елементи над раціональними. Але разом із тим українській філософії прикметна гармонізація та синтезування, через що надто чіткі філософські системи не мали місця.
Притаманне українській філософії шукання Бога не обов'язково зв'язане з доктринами релігії, український месіанізм («Книги битія українського народу» та філософія культури П. Куліша з синтезом людської екзистенції, природи та духа), заглиблення у внутрішній світ людини, етичний плюралізм, моральні вартості християнської культури і увага на соціально-політичному житті, на історичному матеріалізмі, схильність до діалектичного матеріалізму.
Для Української філософії характерна увага до проблем людини, проблеми пізнання серцем (теорія кордоцентризму), синкретичність. Характерні ідеї та риси української філософії в різні періоди:

| Кордоцентризм | антропоцентризм | гуманізм | матеріалізм | ідеалізм | пантеїзм | релігійність | дуалізм | Реформація | позитивізм | персоналізм | консерватизм |

Українська філософія є частиною всесвітньої філософії. Але вона відтворює самобутні підходи та шляхи розв'язання філософських проблем, що спираються на національні культурні традиції. Дослідивши зміст і етапи розвитку філософської думки в Україні стає зрозумілою історія українського народу, особливості формування його духовного світу, його культури та традицій.

## Періоди й етапи
У розвитку та в становленні філософії в Україні відокремлені періоди:

- Становлення і розвиток філософської думки в Київській Русі;
- період філософії українського Відродження та Просвітництва і розвитку філософії в Києво-Могилянській академії (козацька доба);
- період української філософії в культурі романтизму XIX-XX століть[9];
- від 1930-х років до кінця 1980-х років — філософія періоду УРСР, а також філософія української діаспори[10];
- зародження культури незалежної України й формування сучасної філософії XX-XXI століть.

Системно розглядаючи виникнення й розвій української філософії як ланки світового історико-філософського процесу виокремлені етапи:

1. Світоглядні уявлення «першоукраїнців» язичницько-міфологічної доби як переддень української філософії в V-IX століттях;
2. Філософські погляди українських мислителів у добу Київської Русі з філософсько-теологічним вченням IX-XVI століть;
3. Філософська діяльність пов'язана з виникненням науково-освітніх центрів, братств, колегій зі становленням професійної філософії від XI століття;
4. Формування самобутніх українських філософських концепцій як класична доба української філософії в XVIII столітті;
5. Сучасна академічна, фахово-освітня українська філософія в XIX-XXI століттях.

## Проблематика
Зазначені періоди характеризуються постановкою наступних проблем:

- Людина й нація;
- Людина і Бог (світське — духовне);
- Людина та суспільство (особа — громада);
- Бог і світ;
- Людина — світ.

Міжвідомчу збірку «Проблеми філософії» у 1966 р. редагував Д. Острянин. Видатним представником дослідження проблематики у ділянці філософії природознавства був М. Омеляновський.

## Антитеза й контраргумент
Український філософ-позитивіст Лесевич Володимир Вікторович у Російській імперії був засновником першої школи з викладанням наук українською мовою, яку за доносом було знищено російською владою в Україні. — Була заборона на викладання філософії в навчальних закладах України в складі Російської імперії, але філософська думка в Україні в другій половині XIX століття — на початку XX ст. значно активізувалася з поширенням нових філософських ідей, ця заборона була знята та створили в Україні перший для Російської імперії філософський журнал.
На початку 1970-х років в СРСР на теренах УРСР почалися репресії проти українських філософів виключно за одною ознакою — хто був носієм української мови та розробляв філософію українською мовою, далі були заборони на філософські публікації українською мовою в УРСР, з нав'язуванням друку філософських праць виключно російською мовою з 1977–1978 рр..

1. вперше[3] українською мовою було видано «Короткий філософський словник» за ред. М. Розенталя і П. Юдіна у 1940 році;
2. вдруге[3] українською мовою було видано «Філософський словник» за ред. В. Шинкарука у 1973 році.

— Коли унезалежнені народи формують свою історію, то представники імперіалістичного світогляду заперечують їх існування. Росія та їй подібні опиняються в ситуації дефіциту особистостей для хронології власної історії науки, історії літератури тощо. Широко відомо, коли називають у Росії та москвофіли в Україні українського письменника Гоголя «російським», українського поета Шевченка «російським», українського філософа Сковороду «російським» тощо. У зв'язку з чим виникають антитези, що не витримують критики, мовляв, «немає української філософії» та її буцімто «не існувало». Але національно-культурна самоідентичність передбачає ідентифікацію й філософії також.